# ペトラ・シグムンド
ペトラ・シグムンド （ドイツ語: Petra Sigmund)はドイツの女性外交官であり、 駐日特命全権大使（2024年～）

## 経歴
シグムンドは、ベルリン自由大学と中国人民大学で中国学、政治学、経済学を学んだ。シグムンドは英語、フランス語、中国語を話す。彼女はPeter Löffelhardtと結婚している。
1994年にペトラ・シグムンドは、ドイツ外務省に所属後、1998年から2001年までベルギーのドイツ大使館に勤務し、2001年から2004年までベルリンの外務省で勤務した。その後、2004年から2006年まで北京のドイツ大使館の貿易促進局を指揮した。2006年、シグムンドはベルリンに戻り、EU加盟国との関係、EU拡大・非ヨーロッパ諸国とのEU関係局長を務めた。 ドイツ連邦首相府で4年間。。2010年から2013年まで、シグムンドはパリのドイツ大使館で働いていました。 2013年にベルリンに戻り、2015年までフランスとベネルクスの部門の課長を務め、その後2017年まで東アジア課長を務めた。
2017年から2019年まで、シグムンドはドイツ外務省アジア・太平洋局のコミッショナーだった。 2019年9月、シグムンドはドイツ外務省のアジア・太平洋局長に就任した。